# NGC 1495
NGC 1495 (другие обозначения — ESO 249-34, MCG -7-9-4, AM 0356-443, IRAS03567-4436, PGC 14190) — спиральная галактика (Sc) в созвездии Часы. Открыта Джоном Гершелем в 1835 году. Описание Дрейера: «очень тусклый, маленький объект, вытянутый в позиционном угле 90°, немного более яркий в середине».
Галактика наблюдается с ребра и в ней заметно искривление тонкого диска. Оно вероятно вызвано гравитационным взаимодействием галактики в группе. 
Этот объект входит в число перечисленных в оригинальной редакции «Нового общего каталога».